# سنغر (كوهستان)
سنغر (بالفارسية: سنگر) هي قرية تقع في إيران في Kuhestan Rural District. يقدر عدد سكانها بـ 25 نسمة بحسب إحصاء 2016.